# La Grande Mademoiselle
Anna Maria Ludwika d’Orléans fr. Anne Marie Louise d’Orléans, duchesse de Montpensier (ur. 29 maja 1627 w Luwrze, zm. 3 kwietnia 1693 w pałacu Luksemburskim) – księżna de Montpensier, znana jako La Grande Mademoiselle, autorka pamiętników z okresu panowania Ludwika XIV, córka Gastona Burbona, księcia Orleanu, i Marii, księżnej de Montpensier, córki księcia Henryka de Montpensier.

## Życiorys
Jako wnuczka króla (jej dziadkiem był Henryk IV Burbon) i dziedziczka rozległych włości odziedziczonych po swojej matce (która zmarła rodząc Annę) księżne de Montpensier była jedną z najlepszych partii we Francji i miała nadzieję na małżeństwo z wysoko postawioną osobą. Miała zamiar poślubić nawet księcia Walii Karola Stuarta, ale na to małżeństwo, podobnie jak i na inne, zgody nie wyraził król Ludwik XIV, zresztą stryjeczny brat księżnej.
Kiedy w 1650 r. rozpoczęła się druga Fronda, zwana „Frondą książąt”. księżna de Montpensier, podobnie jak jej ojciec, znalazła się w gronie sympatyków Frondy. Nie tylko sprawowała nominalne dowództwo nad jedną z książęcych armii, ale także brała udział w oblężeniu Orleanu. Musiała jednak wycofać się do Paryża, gdzie umocniła się w Bastylii. 2 lipca 1652 r. po porażce książąt pod Faubourg Saint Antoine, księżna udzieliła w Bastylii schronienia księciu de Condé i niedobitkom jego armii. Później przeniosła się do Hôtel de Ville i wzięła na siebie rolę pośredniczki w rokowaniach między książętami a rojalistami.

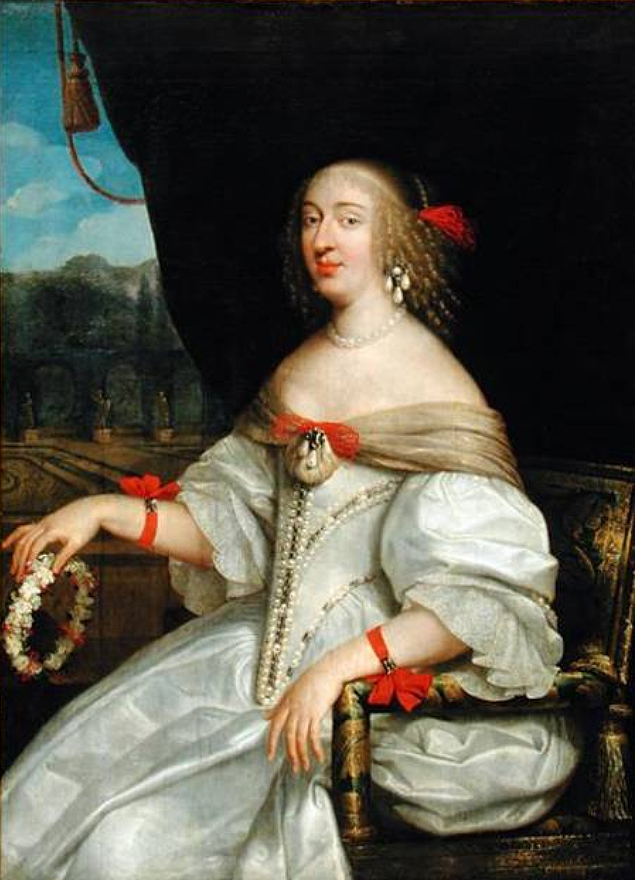
Anna Maria Ludwika Orleańska

Anna zyskała w tym czasie silną pozycję na arenie politycznej, jednak utrzymała się tam tylko przez kilka miesięcy. Jej postawa podczas Frondy nie została jednak zapomniana przez Ludwika XIV. Księżna popadła rychło w niełaskę i wycofała się do swoich rodowych posiadłości. Dopiero w 1657 r. pojawiła się ponownie na dworze.
Księżna zbliżała się do czterdziestki i straciła nadzieję na zamążpójście. Wtedy poznała jednak Gaskończyka Antoine’a Nompara de Caumont, późniejszego markiza de Puyguilhem i księcia de Lauzun, w którym szybko się zakochała. W 1670 r., po długich namowach, Ludwik XIV dał Annie zgodę na to małżeństwo. Wkrótce jednak Lauzun został na rozkaz króla uwięziony w twierdzy Pinerolo, gdzie spędził 10 lat. Dopiero po tym czasie król uległ Annie, która za uwolnienie ukochanego przekazała nieślubnemu synowi Ludwika, księciu du Maine, niemałą część swoich włości. W 1681 r. Lauzun odzyskał wolność i wkrótce zawarł z Anną potajemny ślub. Małżeństwo to nie było jednak szczęśliwe. Lauzun tyranizował żonę i często ją upokarzał. Anna w końcu opuściła męża i nawet leżąc na łożu śmierci odmówiła spotkania z nim.
Po rozstaniu z Lauzunem zamieszkała w Pałacu Luksemburskim, gdzie pozostała aż do śmierci. Ostatnie lata życia poświęciła religijnym obowiązkom oraz pisaniu swoich pamiętników, które zaczęła pisać 30 lat wcześniej. Zostały one wydane w 1729 r. i są ciekawym źródłem do epoki Ludwika XIV, chociaż mało obiektywnym i bardzo egocentrycznym.
Anna była bezdzietna, jej rozległe posiadłości przypadłyby jej odległym kuzynom. Ostatecznie, po śmierci Anny, która zmarła w 1693 r., jej włości przypadły księciu orleańskiemu Filipowi I, a dokładniej jego żonie, Elżbiecie Charlotcie, która była potomkinią Charlotty de Bourbon-Montpensier, siostry księcia Franciszka de Montpensier, pradziadka Anny.
Anna de Montpensier została pochowana w bazylice Saint-Denis.